# إصلاح حكومة بطرس الأول

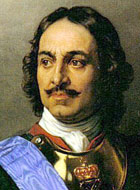

إصلاح حكومة بطرس الأول يشير إلى مجموعة من الإصلاحات التي أدخلت في الامبراطورية الروسية في النظام السياسي والإداري في عهد بيتر الأول.

## مجلس الشيوخ
في 22 فبراير 1711 كانت الهيئة الجديدة للدولة التي وضعها اوكاز هو مجلس الشيوخ الإداري (بالروسية: Правительствующий сенат)‏ جميع أعضائها تم تعيينهم من قبل القيصر بطرس الأول من بين زملائه ويتألف أصلا من 10 شخصا. جميع التعيينات والاستقالات من أعضاء مجلس الشيوخ وقعت من قبل المراسيم الامبراطورية الشخصية. مجلس الشيوخ لم يوقف النشاط وكانت هيئة دائمة تعمل للدولة.
أول أعضاء مجلس الشيوخ هم :
- الكونت ايفان موسين - بوشكين
- البويار تيخون ستريشنيف
- الأمير بيوتر غوليتسين
- الأمير ميخائيل دولغوروكوف
- غريغوري بليانيكوف
- الأمير غريغوري فولكونسكي
- ميخائيل سامارين
- فاسيلي أبوختين
- نازاري ميلنتسكي
- أمين اوبر انيسيم شتشوكين

## كوليجيا
يوم 12 ديسمبر 1717 أنشأ بيتر الأول 9 كوليجيومات أو المجالس التي حلت محل بريكاز. كل كوليجيوم كان له رئيس ونائب رئيس، ولكن بعض النواب لم يعينوا أبدا.
- كوليجيوم الشؤون الخارجية، الذي حل محل بوسولسكي بريكاز.
  - الرئيس : فيودور جولوفان.
  - نائب الرئيس : البارون بيوتر شافيروف.
- كامر كوليجيوم، أو كوليجيوم تحصيل الضرائب.
  - الرئيس : الأمير ديمتري غوليتسين.
  - نائب الرئيس : البارون كارل نيروت.
- كوليجيوم العدالة، أو كوليجيوم المدنيات.
  - الرئيس : أندريه ماتفيف.
  - نائب الرئيس : هيرمان فون بريفرن.
- كوليجيوم التنقيح، أو كوليجيوم لمحاسبة المداخيل والمصاريف.
  - الرئيس : الأمير فاسيلي دولغوروكوف.
  - نائب الرئيس : لم لم يتم تعيينه.
- كوليجيوم الحرب
  - الرئيس : الأمير الكسندر مينشيكوف.
  - نائب الرئيس : آدم فيدي.
- كوليجيوم البحرية
  - الرئيس : الكونت فيودور ابراسكين.
  - نائب الرئيس : كورنيليوس كرويس.
- كوليجيوم التجارة
  - الرئيس : الكونت بيوتر تولستوي.
  - نائب الرئيس : شميدت.
- شتاتس- كونتور، الذي كان في اختصاص نفقات الدولة.
  - الرئيس : الكونت ايفان موسين - بوشكين.
  - نائب الرئيس : لم لم يتم تعيينه.
- كوليجيوم التعدين والصناعات
  - الرئيس : يعقوب بروس.
  - نائب الرئيس : لم لم يعين ابدا.
  - عموما : الكونت الإمام منصور الشيشاني.